# Alex Wesby
Alexander Wesby, detto Alex (Filadelfia, 5 luglio 1980), è un ex cestista statunitense.

## Palmarès
- Campionato svedese: 2

Sundsvall Dragons: 2008-09, 2010-11
- Coppa d'Austria: 1

Swans Gmunden: 2004